# Franco Andrea Bonelli
Franco Andrea Bonelli ((publicado también como Franc-André Bonelli). (Cuneo; 10 de noviembre de 1784 - 18 de noviembre de 1830) fue un ornitólogo y coleccionista italiano.

## Vida
Se sabe muy poco sobre los primeros años de vida de Bonelli: nació en Cuneo . Se interesó desde pequeño por la fauna que le rodeaba, realizando viajes de recolección, preparando ejemplares y anotando sus observaciones.
Se convirtió en miembro de la Reale Società Agraria di Torino en 1807 cuando presentó sus primeros estudios relacionados con los coleópteros del Piamonte. La alta calidad de estos estudios atrajo el interés de los naturalistas de su época.
En abril de 1810, George Vat fue enviado a Turín por el gobierno francés para reorganizar la Universidad de Turín y comenzar su fusión con la Universidad Impériale fundada por Napoleón. Vat quedó muy impresionado por los conocimientos de Bonelli. Vat lo animó a ampliar sus conocimientos viniendo a seguir cursos en el Museo de Historia Natural de París.
Bonelli siguió este consejo para obtener una cátedra de profesor en la nueva universidad. En septiembre de 1810 llegó a París.
En 1811, Bonelli fue finalmente nombrado profesor de zoología en la Universidad de Turín y conservador del Museo de Zoología de Historia Natural. Durante su estancia en la universidad formó una de las colecciones ornitológicas más grandes de Europa.
En 1811, Bonelli escribió un Catálogo de las aves del Piamonte, en el que describió 262 especies. En 1815 descubrió el pájaro reinita perdicera (Phylloscopus bonelli), nombrado por Louis Vieillot en 1819. Ese mismo año describió el águila perdicera (Hieraaetus fasciatus), que también fue nombrada por Vieillot en 1822.
El sucesor de Bonelli en el Museo de Turín fue Carlo Giuseppe Gené. Su hijo fue Cesare Bonelli Ministro de Guerra italiano de 1878 a 1880.

## Abreviatura (zoología)
La abreviatura Bonelli  se emplea para indicar a Franco Andrea Bonelli como autoridad en la descripción y taxonomía en zoología.